# Rafael Vásquez
Rafael de Jesús Vásquez León (* 14. Dezember 1994) ist ein venezolanischer Leichtathlet, der sich auf den Sprint spezialisiert hat.

## Sportliche Laufbahn
Erste Erfahrungen bei internationalen Meisterschaften sammelte Rafael Vásquez bei der Sommer-Universiade 2015 in Gwangju, bei der er im 100-Meter-Lauf mit 10,68 s in der ersten Runde ausschied. Im Jahr darauf schied er dann auch bei den Ibero-Amerikanischen Meisterschaften in Rio de Janeiro mit 21,68 s über 200 Meter im Vorlauf aus und konnte sein Rennen mit der venezolanischen 4-mal-100-Meter-Staffel nicht beenden. 2017 belegte er bei den Südamerikameisterschaften in Luque in 10,52 s den achten Platz über 100 Meter und erreichte auch über 200 Meter das Finale, ging dort aber nicht an den Start. Zudem gewann er mit der Staffel in 39,74 s die Bronzemedaille hinter den Teams aus Brasilien und Kolumbien. Anschließend erreichte er bei den Juegos Bolivarianos in Santa Marta in 10,59 s und 21,19 s die Plätze fünf und vier über 100 und 200 Meter und siegte mit der Staffel in 39,40 s. Bei den Südamerikaspielen 2018 in Cochabamba gewann er mit der Staffel in 39,03 s die Silbermedaille hinter Kolumbien und erreichte im 200-Meter-Lauf das Finale, in dem er seinen Lauf aber nicht beenden konnte. Anschließend schied er bei den Zentralamerika- und Karibikspielen in Barranquilla mit 10,62 s in der ersten Runde über 100 Meter aus und erreichte mit der Staffel in 39,63 s Rang sieben.
Bei den IAAF World Relays 2019 in Yokohama schied er mit 39,76 s in der Vorrunde aus und anschließend siegte er mit der Staffel in 39,56 s bei den Südamerikameisterschaften in Lima und schied über 200 Meter mit 22,67 s in der ersten Runde aus. Mit der Staffel nahm er dann an den Panamerikanischen Spielen ebendort teil und belegte dort in 39,73 s den achten Platz. Im Jahr darauf siegte er bei den erstmals ausgetragenen Hallensüdamerikameisterschaften in Cochabamba in 21,34 s über 200 Meter, nachdem der ursprüngliche Sieger Virjilio Griggs aus Panama wegen eines Dopingvergehens disqualifiziert worden war. Zudem gewann er im 60-Meter-Lauf in 6,85 s die Silbermedaille hinter dem Surinamer Jeffrey Vanan. 2022 belegte er bei den Ibero-Amerikanischen Meisterschaften in La Nucia in 21,77 s den siebten Platz im 200-Meter-Lauf und belegte mit der Staffel in 40,11 s den vierten Platz. Anschließend gelangte er bei den Juegos Bolivarianos in Valledupar mit 21,12 s auf Rang sechs über 200 Meter und gewann mit der Staffel in 39,75 s die Silbermedaille hinter dem Team aus der Dominikanischen Republik. Im Oktober gewann er bei den Südamerikaspielen in Asunción in 21,15 s die Bronzemedaille über 200 Meter hinter dem Brasilianer Lucas Rodrigues da Silva und siegte im Staffelbewerb in 39,47 s gemeinsam mit David Vivas, Alexis Nieves und Abdel Kalil. Im Jahr darauf schied er bei den Zentralamerika- und Karibikspielen in San Salvador mit 21,68 s im Vorlauf über 200 Meter aus und gewann mit der Staffel in 39,13 s die Bronzemedaille hinter den Teams aus Trinidad und Tobago und der Dominikanischen Republik. Anschließend verpasste er bei den Südamerikameisterschaften in São Paulo mit 21,36 s den Finaleinzug über 200 Meter und gewann mit der Staffel in 39,55 s die Bronzemedaille hinter den Teams aus Brasilien und Paraguay. Im November belegte er bei den Panamerikanischen Spielen in Santiago de Chile in 39,81 s den siebten Platz im Staffelbewerb.
In den Jahren 2016, 2018 und 2022 wurde Vásquez venezolanischer Meister im 200-Meter-Lauf sowie 2018 auch über 100 Meter. Zudem siegte er 2016 und 2018 in der 4-mal-100-Meter-Staffel.

## Persönliche Bestzeiten
- 100 Meter: 10,40 s (+1,9 m/s), 25. März 2018 in Concepción del Uruguay
  - 60 Meter (Halle): 6,85 s, 1. Februar 2020 in Cochabamba
- 200 Meter: 20,89 s (+0,5 m/s), 5. Mai 2018 in Barquisimeto
  - 200 Meter (Halle): 21,34 s, 2. Februar 2020 in Cochabamba